# Dolin (eiland)
Dolin is een lang en smal eiland, gelegen in de Adriatische Zee en behoort tot Kroatië. Het eiland ligt parallel aan de zuidelijke kustlijn van het eiland Rab. Dolin lijkt de functie te hebben als beschermeiland van de keienstranden op de zuidkust van Rab. De stranden op Dolin worden voornamelijk gebruikt door windsurfers en zeilers.